# Abbaye d'Ochsenhausen
L'abbaye d'Ochsenhausen est une abbaye située à Ochsenhausen en Allemagne.

## Abbaye impériale
L'abbaye qui dépendait directement des empereurs du Saint-Empire est sécularisée en 1803 et devient une principauté souveraine, au bénéfice du prince Franz Georg Karl von Metternich, puis est absorbée en 1806 au royaume de Wurtemberg.